# Händel House Museum
L'Händel Hendrix House (precedentemente Händel House Museum) è un museo a Mayfair, Londra, dedicato alle vite e alle opere del compositore barocco britannico di origine tedesco Georg Friedrich Händel e del cantante-chitarrista rock statunitense Jimi Hendrix.
Händel costruì la sua casa a Londra nel 1712 ed alla fine divenne un cittadino britannico nel 1727. Händel è stato il primo occupante del 25 di Brook Street, che prese in affitto dal 1723 fino alla sua morte nel 1759. Quasi tutte le sue opere dopo il 1723, tra cui molte delle sue più note opere liriche, oratori e musica cerimoniale, furono composte e in parte provate in questa casa, che conteneva una varietà di strumenti a tastiera, tra cui clavicembali, un clavicordo e un piccolo organo da camera.
Il museo fu aperto nel 2001 dal Trust Handel House come risultato di una iniziativa del musicologo e Handeliano Stanley Sadie nel 1959. Esso comprende una serie accuratamente restaurata di camere d'epoca al primo e al secondo piano del 25 di Brook Street, insieme a sale espositive al numero 23, la casa adiacente della strada. Nel 2016 il museo è stato ampliato fino a comprendere i piani superiori del 23 di Brook Street, la casa di Jimi Hendrix alla fine degli anni '60. 

## Il museo
L'idea originale per la creazione di un museo al 25 di Brook Street per commemorare il suo originale e più importante inquilino, venne per primo al musicologo Stanley Sadie nel 1959, ad una festa tenuta qui da parte della società di moda Viyella per commemorare il bicentenario della morte di Händel. Dopo altri 30 anni, nei primi anni 1990 Sadie e sua moglie Julie Anne istituirono l'Händel House Trust, l'opera no profit che ha curato la trasformazione della casa in un museo.
La casa è stata restaurata per sembrare com'era nei 36 anni in cui la occupò Händel dal 1723 al 1759. Si tratta di una tipica casa a schiera di Londra del XVIII secolo, che comprende una cantina, tre piani principali e un attico, e Händel fu il primo occupante. La mansarda fu successivamente trasformata in un quarto piano completo. Il piano terra è un negozio non collegato al Museo e i piani superiori sono affittati a un ente di beneficenza chiamato Händel House Trust, e sono stati aperti al pubblico dall'8 novembre 2001.
Gli interni sono stati restaurati per lo stile un po' spartano di epoca georgiana, utilizzando per lo più elementi architettonici presi altrove dal momento che, a parte la scala, poche delle caratteristiche interne originali erano sopravvissute.
L'Händel House Collection Trust ha raccolto una collezione di cimeli di Händel, tra cui la Collezione Byrne con diverse centinaia di articoli, che fu acquisita nel 1998.

## Storia
Händel prese possesso del 25 di Brook Street nell'estate del 1723, poco dopo essere stato nominato da Giorgio II compositore della Cappella reale, incarico per cui veniva pagato £ 400 all'anno. La casa era stata costruita di recente, con il n. 23, 27/29 e 31, da George Barnes come parte del progetto di ampliamento di Brook Street, che collega Hanover Square con Grosvenor Square, tra il 1717 e il 1726. In origine, come cittadino straniero, Händel non aveva diritto di acquistare o affittare a lungo termine immobili a Londra; e anche quando acquisì la cittadinanza britannica nel 1727, continuò ad affittare la proprietà con contratti di locazione a breve termine. Il fatto che egli vi rimase per il resto della sua vita, quasi 40 anni, è notevole, dal momento che gli operisti all'epoca erano raramente di fissa dimora. Prima di questo, Händel era stato ospitato nelle case di amici e protettori. All'età di 38 anni, Händel era diventato ben accetto all'interno delle alte sfere della società britannica, con la quale si era liberamente mescolato. I suoi più immediati vicini su entrambi i lati venivano da classi medie superiori e inizialmente c'era anche un membro del Parlamento, John Monckton, che più tardi divenne il primo visconte di Galway nel 1727. La disposizione degli ambienti seguì le convenzioni per un edificio georgiano modesto: al piano seminterrato conteneva le cucine; su ciascuno dei tre piani superiori c'era una camera anteriore e una camera posteriore più piccola con un bagno vicino; sotto il tetto c'era la soffitta per i dipendenti.
La parte più grande anteriore della prima stanza veniva utilizzata per le prove e, probabilmente, conteneva un clavicembalo ed un piccolo organo da camera di casa. Il museo attualmente contiene una riproduzione di un clavicembalo dell'epoca, dell'impresa fiamminga Ruckers; una riproduzione di un organo da camera dell'epoca, sulla base dei disegni dei costruttori di organi Richard Bridge e Thomas Parker, fu realizzata per l'Handel House Trust nel 1998 e può essere visto nella chiesa parrocchiale di Händel, San Giorgio, Hanover Square, intorno all'angolo con Brook Street.
Dal 1730 in poi ci sono molti riferimenti a prove di opere e oratori in Brook Street degli amici e colleghi musicisti di Händel. All'ascolto di una prova di Alcina con il soprano Anna Maria Strada, la signora Pendarves commentò: "Mentre il signor Händel stava suonando la sua parte, non ho potuto fare a meno di pensare a lui come a un negromante in mezzo ai suoi incantesimi." Anche Il Messia fu provato lì; il primo violinista Abraham Wilson ha raccontato al musicologo Charles Burney "come civilmente era stato accompagnato da lui [Händel] alla porta, e con quanta cura lo avesse messo in guardia, dopo essersi surriscaldato in una stanza affollata e per il duro lavoro alle prove di Brook Street, di non spostarsi senza una sedia [berlina]".
La stanza adiacente sul retro della casa era la stanza delle composizioni di Händel e probabilmente conteneva Il clavicembalo di Händel, uno strumento che egli utilizzava durante la composizione, abbastanza portatile da portare in viaggio che, secondo un aneddoto spesso ripetuto dai suoi biografi, suonava segretamente da bambino nella soffitta della sua casa, a dispetto di suo padre. Il clavicembalo di Händel era stato costruito nel 1726 dal liutaio italiano Annibale Traeri di Modena; è ora nel Museo Maidstone & Art Gallery nel Kent. Le camere rimanenti al secondo piano comprendevano una camera da letto principale contenente un letto a baldacchino pieno rivestito di harateen cremisi, collegato ad una spogliatoio e un ripostiglio nella parte posteriore. I servi, tre o più come numero, occupavano le camere del solaio al piano superiore.
Händel usava la sua casa non solo per l'intrattenimento, la composizione e le prove, ma anche per gli affari: alla fine del 1730 le partiture di Alexander's Feast e altre opere potevano essere acquistate direttamente lì. La sua casa conteneva anche una vasta collezione d'arte, e alla fine della sua vita Händel possedeva più di 80 quadri e stampe, tra cui opere di Watteau, Teniers e Poussin.
Dopo la morte di Händel nel 1759, i suoi strumenti musicali passarono a John Christopher Smith e suo figlio con lo stesso nome: il padre era stato convocato dal continente da Händel per fargli da scrivano quando Händel era arrivato la prima volta a Londra; e suo figlio aveva lavorato come amanuense e assistente quando la cecità di Händel gli impediva di scrivere e dirigere nei suoi ultimi anni. La locazione della casa e l'abbigliamento di Händel passarono al suo servo John Du Burk. L'inventario dettagliato, una trascrizione di quello che è immagazzinato nella British Library, fornisce una guida chiara su come la casa è stata arredata e utilizzata. Oltre alla trasformazione delle soffitte in un quarto piano nel 1830, la casa rimase sostanzialmente invariata fino al 1905, quando C. J. Charles la trasformò in un negozio, rimuovendo la facciata originale e le pareti divisorie interne. Successivamente fu occupata da arredatori e antiquari. Nel 1971 fu acquistata dalla Cooperative Insurance Society e l'Händel House Trust affittò i piani superiori della proprietà a partire dal 2000.

## Restauro
un letto con testata in tessuto cremisi,
un letto imbottito di piume, 
2 cuscini, 
un materasso bianco, 
tre coperte, 
una trapunta, 
3 paia di tende Rosse per finestre e bastoni, 
Pinze e attizzatoio per la stufa, 
6 sedie vecchie opache, 
uno sgabello girevole rotondo e panno bianco, 
Schermo di vimini per il fuoco, 
un vetro in cornice fortificata,»
((Un inventario dei Beni di Georg Friedrich Händel, Esqr, deceduto, fatto nella sua ultima Abitazione, la Casa in Upper Brook Street, San Giorgio, Piazza Hannover, il 27 agosto 1759))
Quando l'Handel House Trust ha affittato il 25 di Brook Street, nel 2000, era già stato deciso che le camere di Händel al primo e secondo piano sarebbero state riportate al loro stato precedente del XVIII secolo, per quanto possibile. Questo era giustificato dal fatto che era soltanto la presenza di Händel che aveva portato alla classificazione come edificio di Grado I e dalla presenza di una scala interna dell'epoca in condizioni quasi perfette. Le pareti divisorie adiacenti furono rimosse per ripristinare i piani originali georgiani della camera. La ristrutturazione degli interni, tra cui rivestimenti, persiane, i sedili delle finestre e le cornici, si basò principalmente sui dettagli d'epoca dalla casa adiacente al 27/29 di Brook Street. Tre caminetti di marmo georgiani, già in Russell Street, Covent Garden, furono installati nelle stanze del primo piano e nella camera da letto. Le assi del pavimento sono state sostituite con legno stagionato, trattate con calce e cera e i soffitti rifiniti con intonaco di calce.
Un'attenta ricerca ha rivelato campioni originali del 1720 di vernice sul legno delle scale e la porta superstite del secondo piano, che nella sua storia era stata ridipinta 28 volte. Il colore originale era grigio piombo in tutta la casa e al n. 27/29; la porta era stata successivamente verniciata di marrone cioccolato, un colore popolare all'epoca georgiana per nascondere lo sporco. Questi sono i colori che furono utilizzati per ridipingere casa, con più grigio al primo piano per indicare la sua importanza.
Il dettagliato inventario di due pagine del mese di agosto 1759, fatto dopo che erano stati rimossi gli elementi di maggior valore, diede una guida per l'arredamento della casa. Le tende appaiate citate nell'inventario, anche se in voga negli anni 1720, erano caduto fuori moda dal 1750. Al primo piano le tende sarebbero state di seta verde, ma vengono elencati solo per la camera posteriore; forse non ce n'erano in sala prove nella parte anteriore per motivi acustici.
La maggior parte dei mobili era in noce con pochi tavoli in rovere. Anche se nessuno dei mobili originali di Händel è stato trovato, i pezzi sono stati collocati nelle camere che aderiscono più vicino possibile al magazzino. Il grande letto a baldacchino completo con i suoi paramenti cremisi harateen è stato ricostruito, utilizzando un letto d'epoca; il tessuto di lana e la treccia di seta per la tappezzeria e le tende sono stati preparati sulla base di un letto a baldacchino completo a Hanbury Hall, Worcestershire. La biancheria da letto, cuscini e trapunta citati nell'inventario sono stati ricreati utilizzando articoli della Historic Royal Palaces.

## Collezione permanente
Nel 1998 l'Handel House Collections Trust acquisitò la Collezione Byrne, una vasta collezione di diverse centinaia di oggetti legati ad Händel. Questi includono:
- corrispondenza di Handel,
- manoscritti originali,
- Una copia di una delle prime biografie di Handel di John Mainwaring, con i commenti marginali dal suo amico e librettista Charles Jennens,
- prime edizioni di opere e oratori
- stampe,
- dipinti
- sculture.

Intorno allo stesso tempo la fiducia, hanno acquistato anche due dipinti di Jennens (da Thomas Hudson) e il cantante d'opera Faustina Bordoni (da Bartolomeo Nazari).

## Brook Street 25

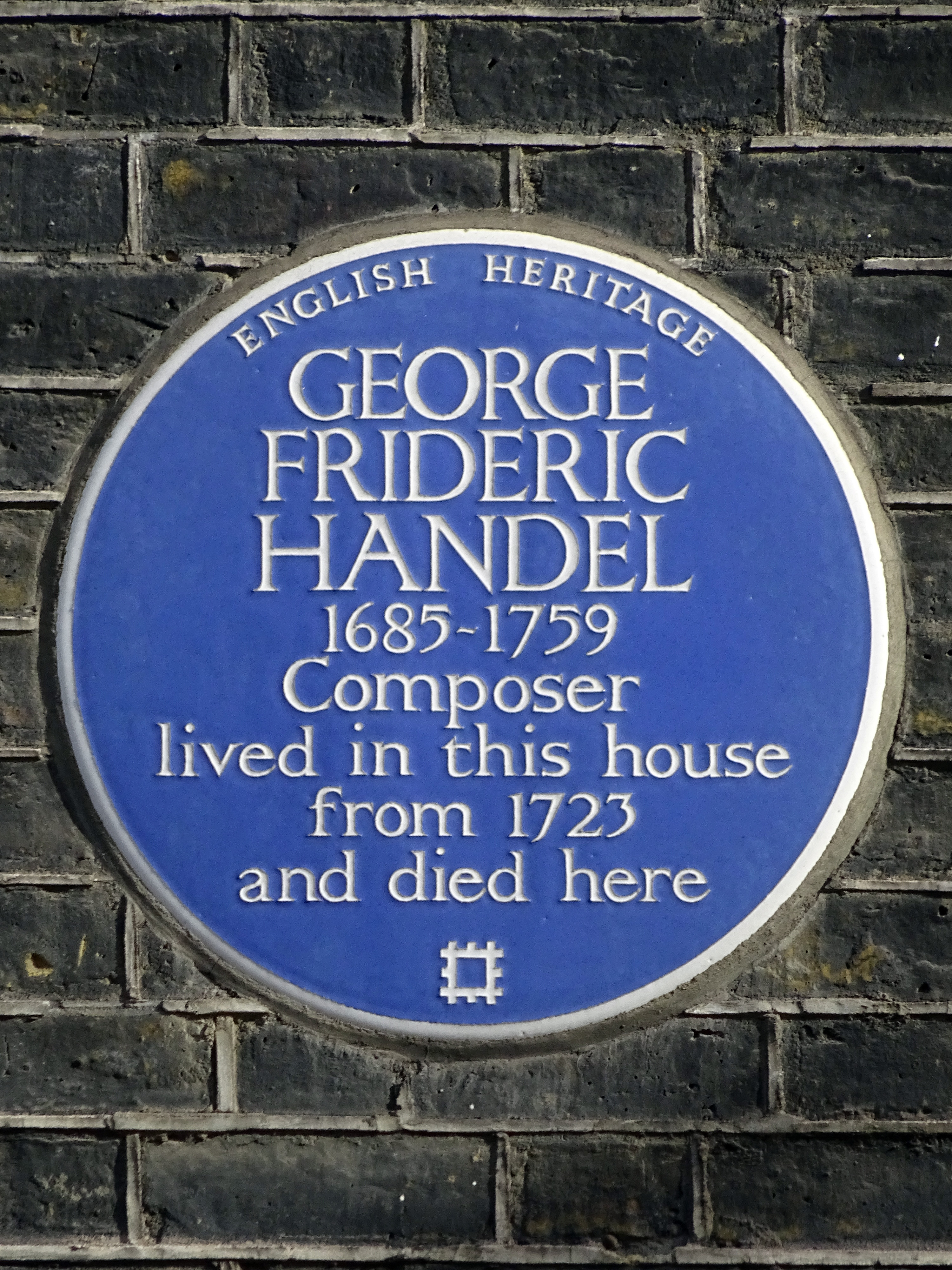
La targa blu di Händel

Le camere del 25 di Brook Street includono le seguenti sale aperte al pubblico.

### Stanza per prove ed esecuzioni
Al primo piano nella parte anteriore della casa, era utilizzato come sala prove di Händel dal 1730 in poi. Contiene i ritratti di cantanti contemporanei e una riproduzione di due clavicembali fatti a mano della ditta fiamminga Ruckers. Il clavicembalo è utilizzato per concerti ed è disponibile per le prove di musicisti ed anche da parte del pubblico in generale.

### Stanza delle composizioni
Al primo piano sul retro della casa, si pensa che sia la stanza in cui Händel compose alcune delle sue opere più celebri, tra cui il Messia. Essa contiene i ritratti di Händel e Charles Jennens, amico e librettista di Händel per il Messia.

### Stanza Londra
Al secondo piano sul retro della casa, questo serve come spogliatoio di Händel e fu originariamente collegato ad un piccolo ripostiglio.

### Camera da letto
Al secondo piano nella parte anteriore della casa, c'è probabilmente la stanza dove morì Händel. Un inventario completo fu fatto entro pochi mesi dalla sua morte. Tra i mobili, descrive un grande letto con la testata a baldacchino simile a quello che è ora nella stanza.

## Brook Street 23

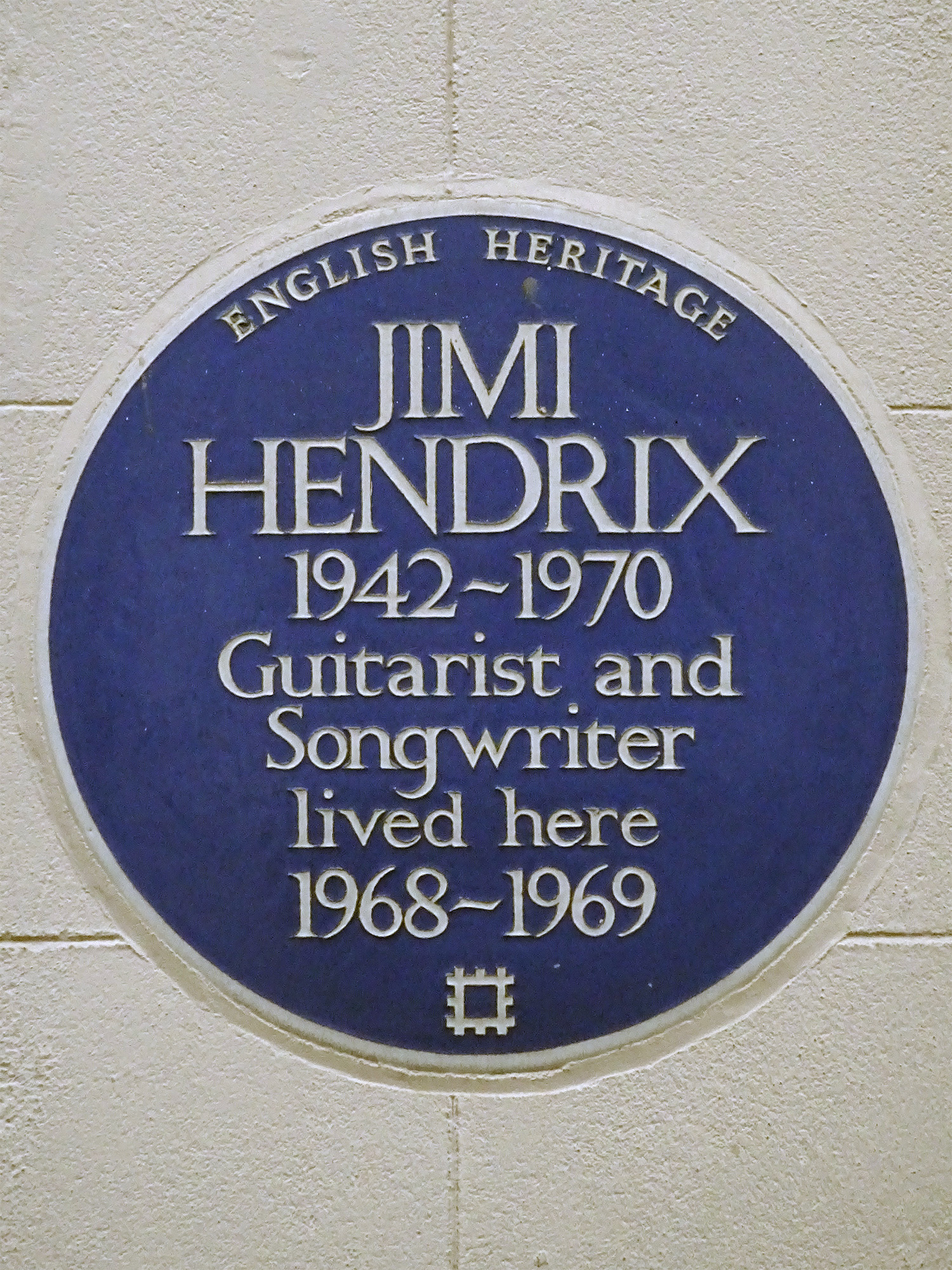
La targa blu di Hendrix

Il museo comprende i piani superiori del suo vicino di casa al 23 di Brook Street, che era la casa del chitarrista rock Jimi Hendrix nel 1968-69. Queste camere sono state utilizzate per mostre ed eventi temporanei, ma dopo la raccolta di fondi, questi e il resto delle stanze della casa Hendrix si aprirono al pubblico nel mese di febbraio 2016, come "Händel e Hendrix a Londra". Entrambe le case hanno targhe blu per i loro rispettivi occupanti.

## Ore di apertura ed iniziative
La casa è aperta al pubblico sei giorni alla settimana (chiusa il lunedì). Il museo ha un vivace programma di eventi con musica dal vivo, mostre, conferenze ed eventi educativi per bambini. Diversi spettacoli di musica barocca si svolgono ogni mese, a volte ci sono recital durante l'orario di apertura, ma più spesso in prima serata ad un costo extra. Tra gli altri, Glenn Kesby è un concertista regolare all'Händel House Museum di Londra, con gli ensemble barocchi Artemis e Hanbarne.